# Cementit

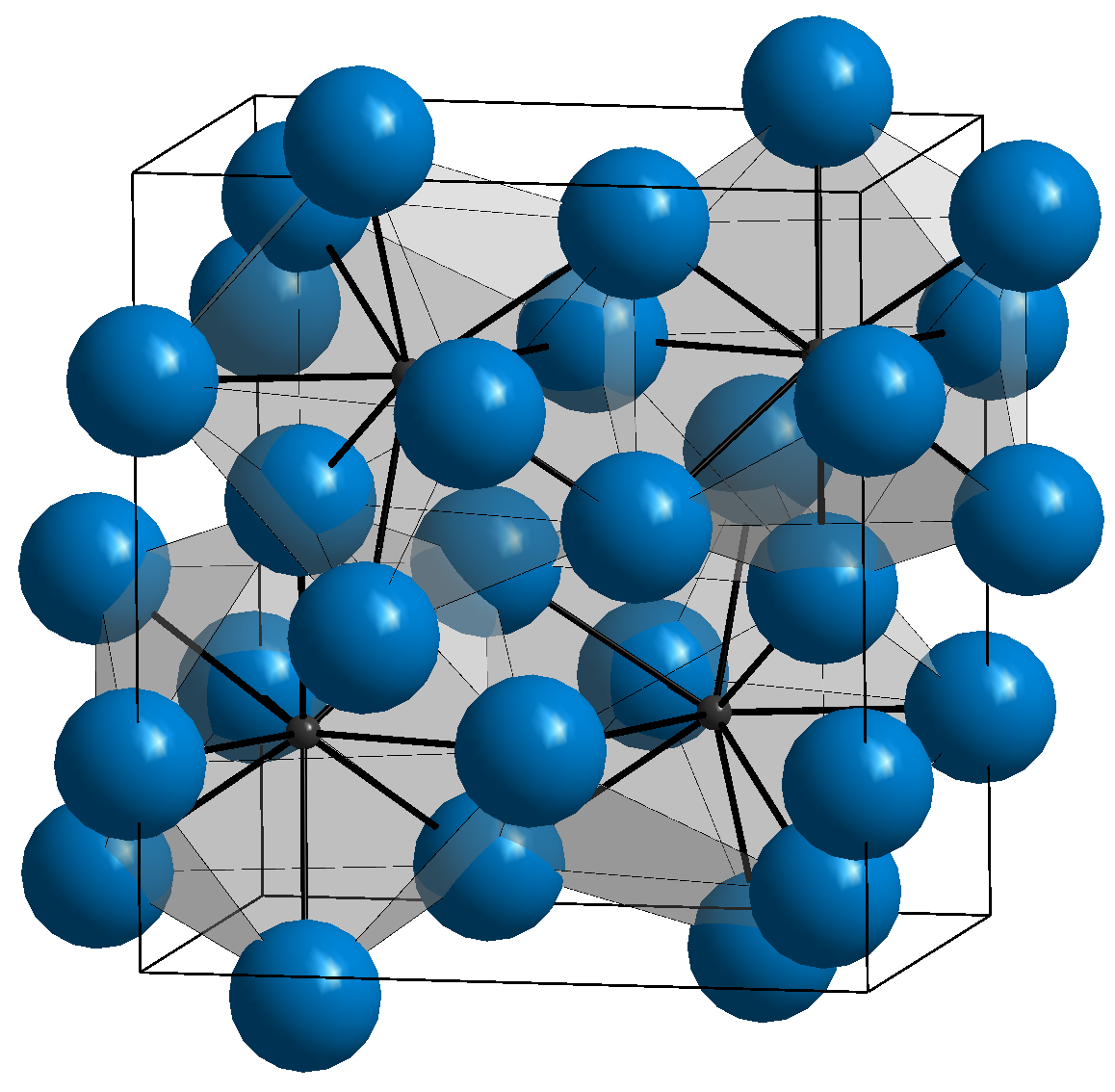

A cementit vagy vaskarbid a vas és szén vegyülete, képlete Fe3C. Kristályszerkezete rombos. Kemény és rideg. Általában keramikus anyagként jellemzik, de sokkal fontosabb szerepet kap a kohászatban.
Közvetlenül a fehér nyersvas megdermedésekor keletkezik. Szénacélokban vagy az ausztenitből alakul át hűtés közben, vagy martenzitből temperálás során. A cementit keveredik a ferrittel, az ausztenit másik származékában: perlitnek és bainitnak nevezett lemezes szerkezeteket képez vele. Sokkal nagyobb, szabad szemmel is látható lemezekből áll a damaszkuszi acél, aminek gyártási technológiája az évszázadok alatt elveszett.
A cementit szó Frederick Abel(en) angol vegyész Cemented Steel című munkájának címéből keletkezett.